# Liste der Klöster in Frankfurt am Main
Die Liste der Klöster in Frankfurt am Main enthält ehemalige und bestehende Klöster und Stifte in Frankfurt am Main sowie im 1928 eingemeindeten Frankfurter Stadtteil Höchst.
Jahrhundertelang war das am 1. September 852 von König Ludwig dem Deutschen „aus Liebe zum Herrn und zur Vermehrung seines himmlischen Lohnes“ gegründete Salvatorstift das einzige Kloster in Frankfurt am Main. Im 13. Jahrhundert erfolgten zahlreiche Neugründungen, unter anderem durch die Bettelorden der Dominikaner, Franziskaner und Karmeliter sowie durch die Ritterorden der Deutschherren und Johanniter. Weitere Kollegiatstifte und Frauenklöster gingen auf Stiftungen Frankfurter Bürger zurück. 
Außerdem unterhielten mehrere auswärtige Klöster und geistliche Territorien Wirtschaftshöfe in Frankfurt am Main, darunter der Arnsburger Hof des Klosters Arnsburg, der Hainer Hof des Klosters Haina, der Kompostellhof und der Trierische Hof.
Nach der Reformation, die in Frankfurt 1533 eingeführt wurde, bestanden nur noch wenige Klöster bis zur Säkularisation mit dem Reichsdeputationshauptschluss 1803.
Die heute bestehenden Ordensniederlassungen sind Neugründungen des 20. Jahrhunderts.

## Ehemalige Klöster und Stifte
- Kaiserliches Stift St. Bartholomäus, 852 als Salvatorstift gegründet, 1803 aufgelöst
- Antoniterkloster, 1236 gegründet, nach der Reformation meist leerstehend. Während des Dreißigjährigen Krieges 1628 bis 1633 kurzzeitig von Jesuiten und Kapuzinern genutzt, 1723 dauerhaft an die Kapuziner übertragen, 1802 säkularisiert und 1803 abgerissen.
- Barfüßerkloster (Franziskaner), um 1230 gegründet, 1529 säkularisiert und evangelische Hauptkirche Frankfurts
- Deutschordenskommende Sachsenhausen, 1221 gegründet, 1809 säkularisiert
- Dominikanerkloster Frankfurt am Main, 1233 gegründet, 1803 säkularisiert. Heute Sitz des Evangelischen Stadtdekanats Frankfurt und Offenbach.
- Johanniterkloster, 1294 erstmals urkundlich erwähnt, 1801 profaniert, 1874 abgerissen
- Karmeliterkloster, 1246 gegründet, 1803 säkularisiert
- Katharinenkloster, 1356 von Wicker Frosch gegründet, 1542 säkularisiert als Versorgungseinrichtung für bedürftige alleinstehende Frauen evangelisch-lutherischen Bekenntnisses
- Kollegiatstift St. Leonhard, 1317 gegründet, 1792 profaniert
- Kollegiatstift zu unserer lieben Frau, 1325 gegründet, 1803 säkularisiert
- Weißfrauenkloster, 1228 von Frankfurter Bürgern gestiftet, 1540 aufgelöst, danach als evangelische Kirche genutzt; 1944 bei den Luftangriffen auf Frankfurt am Main zerstört, Reste 1952 abgerissen.

### Ehemalige Klöster und Stifte in Höchst am Main
- Antoniterkloster Höchst, 1441 gegründet, 1802 säkularisiert
- Justinuskirche, 1090 bis 1419 Klosterkirche des Benediktinerstifts St. Alban vor Mainz, 1441 bis 1802 des Antoniterklosters Höchst

## Bestehende Niederlassungen
- Deutschordenskommende Frankfurt am Main, 1963 wiedergegründet, Sitz des Noviziats der deutschen Brüderprovinz des Deutschen Ordens[1]
- Jesuitenkommunität St. Ignatius, 1919 gegründet[2]
- Kapuzinerkonvent Liebfrauen an der Liebfrauenkirche, 1923 gegründet[3]. Zuvor hatten die Kapuziner bereits an der 1899/1900 erbauten Kirche St. Antonius im Westend die Seelsorge übernommen und damit erstmals seit 1802 wieder eine Niederlassung in der Stadt etabliert.